# Creighton-módszer
A Creighton Model FertilityCare System (Creighton Model, FertilityCare, CrMS), magyarul: Creighton Model FertilityCare módszer (röviden: Creighton módszer) a természetes családtervezés egyik módja, melynek segítségével a nő menstruációs ciklusa során képes meghatározni a termékeny és terméketlen napokat. A Creighton-módszer kidolgozója Dr. Thomas W. Hilgers, az amerikai egyesült államokbeli Omahában található VI. Pál Pápa Intézet alapítója és igazgatója. Ez a módszer, hasonlóan a Billings ovulációs módszerhez, a női nyák és egyéb biológiai jelek megfigyelése alapján követi nyomon a termékenységet. A Billings ovulációs módszer kiterjesztésének tekinthető. Használható egyaránt a terhesség megelőzésére és létrehozására.

## Kialakulásának története
Dr. Thomas W. Hilgers 1976-ban kezdte meg kutatásait, s ezek eredményeként kidolgozta a Creighton-módszert, melyet először hivatalosan és részletesen 1980-ban mutattak be.  1981-ben megalapították az American Academy of Natural Family Planning (AANFP) szervezetet, melynek célja a Creighton-módszer, mint természetes családtervezési módszer népszerűsítése volt (a természetes családtervezés a Katolikus Egyház által elfogadott családtervezési módszereket foglalja magába). 1985-ben Hilgers megalapította a VI. Pál Pápa Intézetet annak érdekében, hogy orvosi támogatást biztosítson a VI. Pál pápa Humanae Vitae enciklikában adott irányelvekhez.
Hilgers a Creighton módszert „a Billings ovulációs módszer standardizált, továbbfejlesztett változatának” tekinti a házaspár cikke nyomán,  mely módszert John és Evelyn Billings dolgozták ki 1960-as években.
1991-ben Hilgers kiadta orvosi szakkönyvét, a „The Medical Applications Of Natural Family Planning: A Physician’s Guide to NaProTECHNOLOGY". A NaProTechnológia (NaProTechnology) elnevezés a Természetes Reprodukciós Technológia rövidítéséből következik. 2001-ben az AANFP új elnevezése American Academy of Fertility Care Professionals (AAFCP), mely elnevezés tükrözi a Creighton-módszer új szemléletét: vagyis a termékenység figyelemmel kísérését, azaz a FertilityCare-t.
2004-ben Hilgers kiadta a The Medical and Surgical Practice of NaProTECHNOLOGY című szakkönyvet. Hilgers könyvében úgy utal a Creighton-módszerre „mint alapvető családtervezési módszer a NaProTechnológia alkalmazásához".

## Áttekintés
A Creighton módszer megtanítja a nőknek megfigyelni szervezetük biológiai jeleit, hogy ezzel saját nőgyógyászati egészségüket figyelemmel tudják kísérni valamint meg tudják határozni a termékeny és nem termékeny napjaikat. A megfigyelt biológiai jelek többek között a méhnyaknyák, a vérzés minősége vagy egyéb váladékok. Ezeket a jeleket a nő naponta rögzíti egy táblázatban, hogy így képet kapjon egyéni és egyedi ciklusáról. A módszer alkalmazható szabályos és szabálytalan menstruációs ciklus esetén is.
A Creighton-táblázatot, szükség esetén, az orvosok további vizsgálatok vagy gyógyítás céljából is használni tudják.
A különböző vizsgálatok: az ösztrogén szint mérés ovuláció előtt vagy a progeszteron és ösztrogénszint mérése ovuláció után, az ultrahangos tüszőmérés vagy egyéb vizsgálatok időzítése sokkal pontosabb, a nő egyedi ciklusához igazítható. Ennek köszönhetően az orvos sokkal precízebb diagnózist tud felállítani, akár hormonális eltérések, akár kóros ovuláció vagy szervi elváltozás okozzák a panaszokat.

## Alkalmazások
A termékenység tudatosság vagy természetes családtervezés egyik módszereként a Creighton-módszer alkalmazható várandósság elkerülése vagy épp várandósság esélyeinek növelésére a módszert alkalmazó pár szándékának függvényében. A Creighton-módszert együtt alkalmazzák a NaProTechnológia (Természetes Reprodukciós Technológia) meddőségi kezeléseiben. Egyúttal egyéb nőgyógyászati panaszok kezelésére is alkalmas:
- súlyos menstruációs görcsök
- premenstruációs szindróma (PMS)[6]
- petefészekciszták
- rendszertelen vagy abnormális/szokatlan vérzés
- policisztás ovárium szindróma
- visszatérő vetélés
- szülés utáni depresszió[7]
- koraszülés megelőzése
- hormonális eltérések
- krónikus váladékok
- egyéb egészségügy panaszok

## A módszer hatékonysága várandósság elkerülésére
A Creighton módszer hatékonysága kétféleképpen értékelhető. A módszer a hatékonyság mérésére (tökéletes használat) kizárólag csak azokat a felhasználókat vonja be, akik a megfigyeléseket tökéletesen, a szabályokat betartva végzik, helyesen határozzák meg a termékeny és terméketlen napokat, valamint a termékeny napokon nem élnek házas életet. A használati hatékonyság (valós használat) meghatározásakor azokat a felhasználókat is értékelik, akik a Creighton-módszer használatával elkerülni szeretnék a várandósságot, de nem igaz rájuk a „tökéletes felhasználói” kritérium.
A VI. Pál Pápa Intézet adatai alapján a módszer hatékonysága 99,5%-os az alkalmazás első évében. Az Intézet adatai alapján a használati hatékonyság az első évben 96,8%. A NaProTechnológia kétszer olyan sikeres, mint a lombik. Egyúttal kisebb kockázata van az ikerterhességnek az egyéb asszisztált módszerekhez viszonyítva, továbbá nem tapasztaltak petefészek hiperstimulációs szindróma eseteket. Árban is kedvezőbb, mint a lombik (Hilgers, 2006).
Átlagos esetben a nem kívánt terhesség bekövetkezésének esélye 3,2%.
A várandóság elérésének összehasonlítására hiányoznak a klinikai adatok az ART és a NaProTechnológia összehasonlítására. Csak esettanulmányok és kis mintás eredmények vannak. A két nagyobb mintás tanulmány szerint a párok 75%-a részesült hormonális stimulációban.

## Gyógyítás a NaProTechnológia alkalmazásával
1. Természetes hormonok és egyéb gyógyszerek alkalmazása a hormonális eltérések vagy kóros ovuláció gyógyítására.
2. Gyógyszerek alkalmazása bármely más kóros elváltozások pl.: elégtelen méhnyaknyák, biokémiai vagy hematológiai eltérések, endokrin panaszok esetén, stb. annak érdekében hogy a normális fiziológiai működés visszaálljon és ezáltal növekedjen a megtermékenyülés esélye.
3. Sebészeti beavatkozás olyan szervi elváltozások esetén, melyek csak sebészetileg korrigálhatók pl.:

- nem átjárható petevezetékek vagy
- endometriózis vagy
- összenövés stb. esetében

## Kritikája
Egyes vélemények szerint a módszert nem kellene szorgalmazni vagy kötelezővé tenni, mivel eredetileg vallásilag volt motiválva. Vannak orvosok, akik nem értenek egyet a módszer használatával, hiszen vannak más módjai a születésszabályozásnak. Egy 1998-as metaelemzés szerint az alanyok képzettek voltak, ezért az eredmények nem vihetők át a teljes népességre.

## Fordítás
Ez a szócikk részben vagy egészben  a   Creighton Model FertilityCare System című angol Wikipédia-szócikk fordításán alapul.  Az eredeti cikk szerkesztőit annak laptörténete sorolja fel. Ez a jelzés csupán a megfogalmazás eredetét és a szerzői jogokat jelzi, nem szolgál a cikkben szereplő információk forrásmegjelöléseként.